# منتخب الصين للريشة الطائرة
منتخب الصين لتنس الريشة (بالصينية: 中国国家羽毛球队) هو ممثل الصين الرسمي في المنافسات الدولية في كرة الريشة .